# Eloeophila edentata
Eloeophila edentata är en tvåvingeart som först beskrevs av Alexander 1919.  Eloeophila edentata ingår i släktet Eloeophila och familjen småharkrankar. Inga underarter finns listade i Catalogue of Life.